# Sonic Unyon
Sonic Unyon es una compañía discográfica independiente canadiense fundada en 1993 por Sandy McIntosh, Mark Milne y Tim Potocic, que es otra de las múltiples discográficas que hacen apoyo a la escena independiente del rock.
La mayoría de discográficas aparte de Caroline Distribution, también hacen distribuciones Jagjaguwar, Fearless Records, entre otros, de la música de Sonic Unyon.

## Algunos artistas de la discográfica
- A Northern Chorus
- Aereogramme
- Danko Jones
- Death Cab for Cutie
- Jens Lekman
- Pixies
- Teenage Head
- The Jesus Lizard
- Voivod
- Wintersleep